# Пьяцци, Джузеппе
Джузе́ппе Пья́цци (также устаревшее Пиацци, итал. Giuseppe Piazzi; 1746—1826) — итальянский астроном, математик и священник.
Член Лондонского королевского общества (1804), иностранный почётный член Петербургской Академии наук (1805), иностранный член Парижской академии наук (1817; корреспондент с 1804).

## Биография
Образование получил в Турине и Риме, где изучал философию и богословие. В 1764 году вступил в орден театинцев (Милан). В 1780 году направился на Сицилию, чтобы полностью посвятить свою жизнь астрономии и математике, в том же году стал профессором математики в Палермском университете.
В 1787—1788 годы ездил в Париж и Лондон для знакомства с работой ведущих европейских обсерваторий, после чего выступил с инициативой создания обсерватории в Палермо, которая была построена на средства герцога Караманико. Строительство обсерватории в Норманнском дворце Палермо было завершено в 1791 году, Пьяцци возглавлял её до конца жизни.
В 1817—1826 году он одновременно возглавлял обсерваторию в Неаполе.
Спроектировал большой полутораметровый вертикальный круг, который был изготовлен в Англии Д. Рамсденом и установлен в Палермской обсерватории. Составил два звёздных каталога, в 1803 году — «Praecipuarum stellarum inerantium positiones mediae ineunte seculo XIX», в 1814 году — второе издание. Первое издание содержало координаты 6748 звёзд, второе — 7646 звёзд. Сопоставляя данные своих наблюдений с данными Лакайля и Майера, Пьяцци определил собственные движения ряда звёзд.
Первооткрыватель карликовой планеты Цереры. 1 января 1801 году открыл новое светило, орбита которого, впервые вычисленная Гауссом, оказалась расположенной между орбитами Марса и Юпитера. Пьяцци назвал новую планету Церерой в честь богини плодородия и земледелия — покровительницы Сицилии.
В 1803 году награждён премией им. Лаланда Парижской Академии наук.
В его честь назван астероид (1000) Пиацция, а также кратер на Луне.

## Публикации
- Della specula astronomica di Palermo libri quatro (Palermo, 1792)
- Sull’orologio Italiano e l’Europeo (Palermo, 1798)
- Della scoperta del nuovo planeta Cerere Ferdinandea (Palermo, 1802)
- Praecipuarum stellarum inerrantium positiones mediae ineunte seculo 19. ex observationibus habitis in specula Panormitana ab anno 1792 ad annum 1802. (Palermo, 1803)
- Præcipuarum stellarum inerrantium positiones mediæ ineunte seculo XIX ex obsrvationibus habitis in specula Panormitana ab anno 1792 ad annum 1813. (Palermo, 1814) PDF copie
- Codice metrico siculo (Catania, 1812)
- Lezioni di astronomia (Palermo, 1817) t. 1, t. 2
- Ragguaglio del Reale Osservatorio di Napoli eretto sulla collina di Capodimonte (Napoli, 1821).